# 21929 Нілешравал
21929 Нілешравал (21929 Nileshraval) — астероїд головного поясу, відкритий 4 листопада 1999 року.
Тіссеранів параметр щодо Юпітера — 3,399.